# Canis lupus nubilus
O lobo-das-grandes-planícies, conhecido como lobo-da-pradaria ou lobo-dos-bisontes (Canis lupus nubilus) é uma subespécie de lobo, nativa da América do Norte. Medem entre 140 e 200 cm de comprimento.

## História

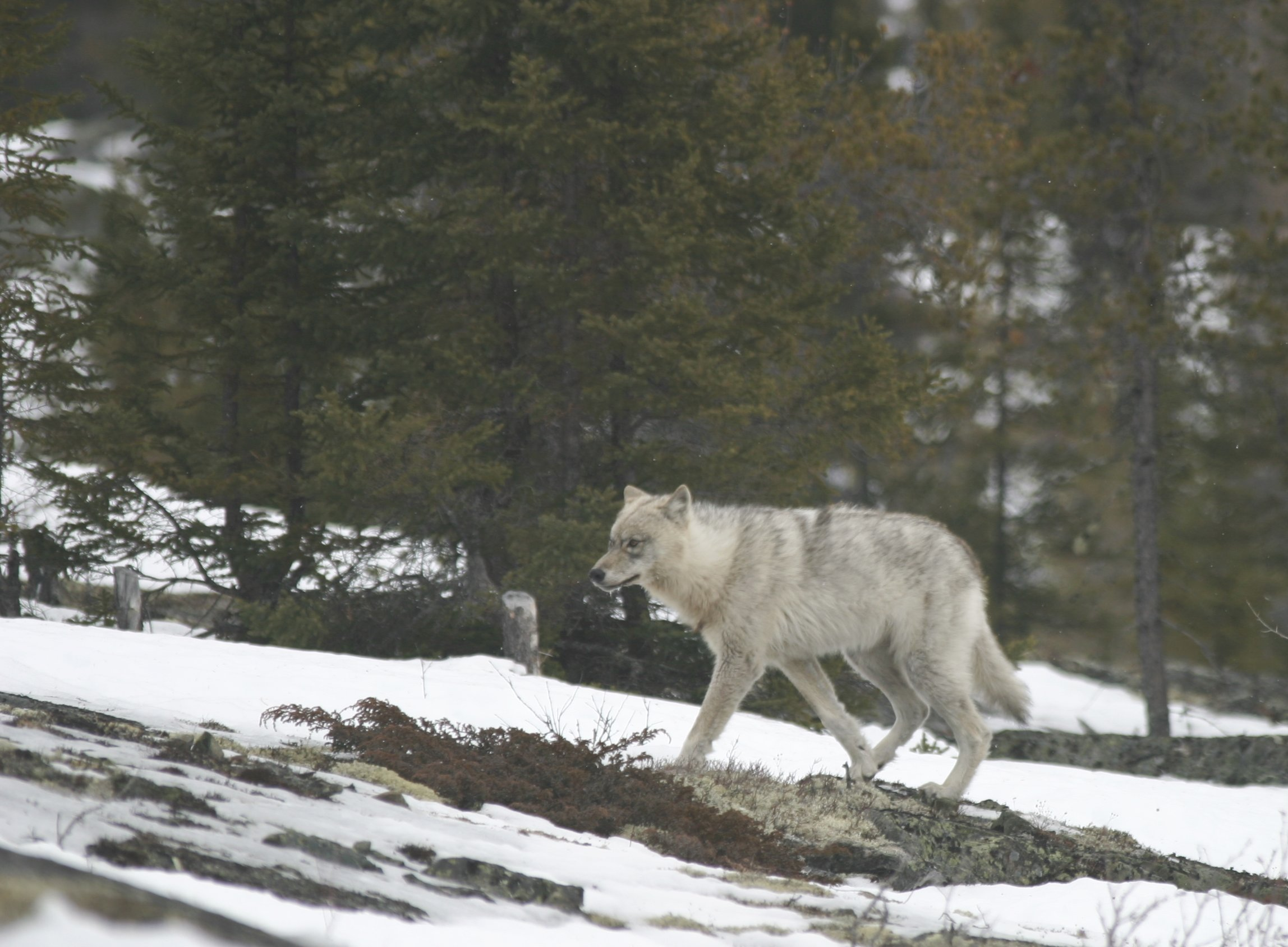
Um lobo das planícies andando sobre a neve.

Essa subespécie foi considerada extinta na natureza em 1926, até que estudos declararam que seus descendentes foram encontrados em Minnesota, Wisconsin e Michigan.  Além disso, 20 lobos foram comprados pelo Dr. Edward Heber McCleery, cujos descendentes agora estão localizados em Bridger, Montana. Eles foram descritos como um lobo grande e de cor clara, mas com preto e branco variando entre lobos individuais, com alguns totalmente brancos ou totalmente pretos. Os nativos americanos da Dakota do Norte contaram como apenas três lobos das Grandes Planícies conseguiam derrubar bisões de qualquer tamanho . 